# Inseln im Strom
Inseln im Strom ist ein Roman von Ernest Hemingway, der im Jahre 1970 – neun Jahre nach seinem Suizid – unter dem englischen Titel Islands in the Stream von Mary Hemingway veröffentlicht wurde.

## Inhalt

### 1. Teil – Bimini
Die Insel Bimini liegt im Atlantik in der Florida-Straße vor Miami.
Der Maler Thomas Hudson bewohnt ein Haus am Rande der Insel. Es ist gut gegen die auf der Insel herrschenden Naturgewalten geschützt. So hat es als einziges Haus auf der Insel einen Kamin gegen die Kälte der stürmischen Winter. Thomas Hudson beschäftigt Personal, das das Haus in Ordnung hält und mit dem er gemeinsam in der Hurrikan-Saison gegen die Stürme kämpft. Die Vermarktung seiner Bilder übernimmt ein New Yorker Makler. Die Verpachtung seiner Ranch in Montana und eine geerbte Ölquelle gestatten Hudson und seinen geschiedenen Frauen finanzielle Unabhängigkeit.
Hudson genießt das Leben auf der Insel im Golfstrom in vollen Zügen und arbeitet trotz seiner materiellen Unabhängigkeit diszipliniert.
Er freut sich auf den Besuch seiner drei Söhne, die ihn für fünf Wochen in den Ferien auf der Insel besuchen werden und die seine Exfrauen „freigegeben“ haben. Hudson möchte Tom, David und Andrew Freiraum einräumen und sie bei der Suche und Annahme von Herausforderungen unterstützen. Dieses Anliegen kommt gut in der Begegnung mit einem Hammerhai auf See und der stundenlangen Jagd Davids auf den riesengroßen Schwertfisch bei Flaute und Sonnenhitze zur Geltung. Thomas Hudson steuert dabei den Kutter auf See hinaus, während David versucht, den Fisch an der Leine zu halten. Er lässt sich nicht hineinreden, schon gar nicht von seinem jüngeren Bruder Andrew. Aber er hört auf die Ratschläge der erfahrenen Männer an Bord, von denen keiner die Angelrute übernimmt, damit sich David der Herausforderung alleine stellen kann. Das Aufrollen der Leine ist schwere Arbeit für den Jungen, aber er lässt nicht locker.
„In diesem Moment zerbrach, Steuerbord, achteraus, der Spiegel der See, und der große Fisch kam zum Vorschein, stieg, schimmerte silbern und dunkelblau, schien endlos aus dem Wasser zu steigen.“ „‚Sein Schwert ist so lang wie ich‘, sagte Andrew voller Ehrfurcht“. David, der nach Stunden des Kampfes blutige Hände, zerschundene Füße (vom Einstemmen gegen den Fisch) und Striemen vom Angelgeschirr auf dem Rücken hat, verliert letztendlich den Fisch, der sich von der Leine losreißt. Und doch hat der Junge über sich selber gesiegt. In dieser Szene wird am Rande auch das meiste über den Charakter der anderen beiden Brüder ausgesagt.
Die Ferien gehen zu Ende. Die drei Jungen reisen ab. Telegrafisch erfährt Thomas Hudson später vom Autounfalltod seiner Söhne David und Andrew zusammen mit ihrer Mutter auf der anderen Seite des Atlantik bei Biarritz. Eine Welt geht für den Maler unter.

### 2. Teil – Kuba
Im Zweiten Weltkrieg kämpft Thomas Hudson in der Karibik gegen Angehörige der deutschen Wehrmacht, die von ihm „Krauts“ genannt werden. Zwischen den Einsätzen verbringt Hudson, der sich mittlerweile am Rande des Alkoholismus bewegt, die meiste Zeit in kubanischen Bars und trinkt. Bei einem Besuch in der Bar trifft er eine seiner Exfrauen. Er informiert sie über den Verlust seines dritten Sohnes, der mittlerweile Flight Lieutenant geworden war und von einem Flakschiff vor Abbeville in seiner Spitfire abgeschossen wurde. Kurzdialoge, die nach Hemingways Anlehnungen an das Eisbergprinzip geschrieben sind, reflektieren Hemingways Zugehörigkeit zu der Lost Generation und zeigen die Hilflosigkeit Hudsons mit seiner Situation umzugehen. Im Wunsch, der Gegenwart zu entfliehen, begleitet ihn seine Exfrau nach Hause, und beide verbringen die Nacht miteinander. Es wird jedoch mehr und mehr klar, dass Thomas Hudson den Tod seiner drei Jungens nicht überwinden kann.

### 3. Teil – Auf See
Thomas Hudson kommandiert die Besatzung eines Kutters, der, als Forschungsschiff getarnt, deutschen U-Booten auf der Spur ist. Dieses US-„Forschungsschiff“ erhält über Funk Operationsanweisungen: „FORTSETZT SORGFÄLTIGE SUCHE WESTWÄRTS“. Der Funker auf Thomas Hudsons Boot ist deutschstämmig, und die Besatzung hat keine hohe Meinung von ihm. Die bewaffnete Mannschaft ist ein bunt zusammengewürfeltes Nationalitätengemisch. Thomas Hudson operiert im Seegebiet vor der kubanischen Küste, das nördlich an Florida und an die Bahamas grenzt. Ein kubanischer Flottenstützpunkt dient als Versorgungsbasis. Das Verhältnis zur kubanischen Marine ist freundschaftlich.
Im Operationsgebiet wurde ein deutsches U-Boot, das zu einem „Wolfsrudel“ gehörte, von der US Air Force versenkt. Vermutlich 8 bis 11 Deutsche konnten sich – wahrscheinlich mit dem Schlauchboot – auf eine der kleinen Inseln vor Kuba retten. Dort erschossen sie einheimische Schildkrötenfänger und einen ihrer eigenen Kameraden. Darauf machten sich die Mörder mit einer Jolle (offenes Segelboot) davon. Thomas Hudson und seine Crew nehmen die Verfolgung auf. Ziel ist die Gefangennahme der Deutschen. Unterwegs wird ein verwundeter Deutscher gefunden. Der Sterbende hat die Schmerzen in seinen brandigen Wunden hinter sich, will keine medizinische Hilfe und sagt nicht mehr viel. Mit ihrem Segelboot können die flüchtenden Deutschen nicht weit kommen. Trotzdem gestaltet sich die Verfolgung als langwierig. Der Kutter läuft auch noch im flachen Meerwasser bei Ebbe auf Grund, und die Jagd muss mit dem Dingi fortgesetzt werden. Es stellt sich heraus, dass die Deutschen mit nur zwei MGs Thomas Hudsons Leuten an Feuerkraft deutlich unterlegen sind, aber das Überraschungsmoment in ihrer Stellung im Mangrovendickicht auf ihrer Seite haben. Thomas Hudson erhält zu Beginn des Feuergefechts drei Schüsse in den Oberschenkel. Die Deutschen werden von Thomas Hudsons kampfstarker Truppe besiegt. Thomas Hudson glaubt nicht, dass er je wieder malen kann. Ob Hudson, der unter starkem Blutverlust leidet, seine Verletzung überleben wird, bleibt offen.
Der dritte Teil folgt einer einfachen Handlung – die Beschreibung der Verfolgung deutscher Schiffbrüchiger. Und Thomas Hudson ist der einzige, der denkt: „Warum sind so viele von ihnen [von den deutschen Marinesoldaten] so verrannt? … ich hoffe, dass wir uns nie verrennen“. Diese Gefahr, sich zu verrennen, besteht innerhalb der Grenzen des Romans keinesfalls. Ganz im Gegenteil – Thomas Hudsons Besatzung ist schnoddrig, kameradschaftlich und, wenn es darauf ankommt, todesmutig. Überhaupt haben die Amerikaner alle guten und die Deutschen alle schlechten Charaktereigenschaften. Die Deutschen lassen ihre ermordeten Opfer liegen, sodass sie von Krabben angefressen werden, die Amerikaner hingegen beerdigen den verstorbenen Feind und versehen das Seemannsgrab mit einem beschrifteten Holzkreuz. Die Amerikaner achten und bewundern die soldatischen Qualitäten ihres in die Enge getriebenen Gegners. Ansatzweise wollen sie mehrfach Verständnis für den Mord aufbringen. Der sterbende Deutsche hingegen hat für seine Gegner höchstens ein mattes Lächeln übrig.

## Einflüsse von Der Alte Mann und das Meer
Hemingway hatte ursprünglich geplant, seinen Roman Der alte Mann und das Meer als Teil eines großen Werks, das er The Sea Book nennen wollte, zu verwenden. Einige Aspekte dieses Buchs finden sich in Inseln im Strom wieder. Die positive Resonanz auf Der alte Mann und das Meer veranlasste Hemingway, die Geschichte als unabhängiges Werk neu zu verfassen.

## Einblick in die Psyche des Autors
Hemingway verarbeitete oftmals biographische Fakten in seinen Werken, wie etwa seine persönlichen Erlebnisse während seiner Großwildjagden in Die grünen Hügel Afrikas und in Die Wahrheit im Morgenlicht. So bildete auch das Erlebte während seiner Zeit in Key West und Kuba, die von etlichen Ausflügen zum Hochseeangeln im Golfstrom geprägt war, und sein dort angeblich praktizierter U-Boot-Krieg gegen die Deutschen, die kreative Grundlage für seinen Roman Inseln im Strom. Obwohl der Autor sein Publikum durch seine Prosa stets an seinen selbst gewonnenen Erfahrungen teilhaben ließ, wird nach der Lektüre des Romans deutlich, weshalb Hemingway das Manuskript von Inseln im Strom niemals selbst zur Publikation aus der Hand gab und das Werk erst durch die Initiative seiner vierten Frau Mary und des Verlegers Charles Scribner post mortem veröffentlicht wurde: Es gibt einen tiefen Einblick in Hemingways familiäre Verhältnisse und insbesondere in die verletzliche Psyche des Autors, der sein Leben lang das Image des Haudegens und Raubeins zu etablieren suchte. Auch mag ein Grund gewesen sein, dass er der Öffentlichkeit allzu offensichtliche Bezüge zu seinen Söhnen bzw. Frauen vorenthalten wollte.
Der Protagonist des Romans, der Maler Thomas Hudson, erzählt von der gemeinsam mit dem ältesten Sohn Tom verbrachten Zeit im Paris der 1920er Jahre, wo er unter anderen Künstlern wie Picasso, Braque und James Joyce begegnete. Er erwähnt dessen wohl berühmtestes Werk Ulysses. Wieder zeigen sich die Parallelen zu Hemingways Leben in Paris, als er als mittelloser Schriftsteller im Kreise der expatriierten Künstler und Schriftsteller zusammen mit seiner ersten Frau Hadley seinen kleinen Sohn aufzog und von diesen Künstlern und Schriftstellern als junger Mann höchst beeindruckt war. So erkennt man in Thomas Hudson den Autor selbst und in seinem Sohn Tom Hemingways ältesten Sohn John, der 1923 geboren wurde und in Paris – Ein Fest fürs Leben „Bumby“ genannt wird. Auch Hemingways Söhne Patrick und Gregory zeigen deutliche Gemeinsamkeiten zu Thomas Hudsons Söhnen David und Andrew, auch wenn erstere, anders als die Söhne des Protagonisten, ihren Vater überlebten. Die detaillierten Beschreibungen der Jungen lassen erkennen, wie analytisch Hemingway seine eigenen Söhne betrachtet haben muss.
Aber im Gegensatz etwa zu Die Grünen Hügel Afrikas, das Baker als Tatsachenbericht bezeichnet, ist Inseln im Strom ein fiktionaler Roman, obgleich dieses Werk voll von Allegorien und der Verarbeitung eigener Erfahrungen und Ängsten des Autors ist.
Zwei Kernfragen dieses als eines der letzten Werke von Hemingway veröffentlichten Romans sind, welche Funktion der als für den Hauptcharakter einschneidende Unfalltod der beiden Söhne David und Andrew zusammen mit ihrer Mutter am Ende des 1. Teils Bimini im Roman zukommt und warum Hemingway im 2. Teil auch noch den letzten Sohn im Krieg ums Leben kommen lässt. Hemingway lässt hierzu Thomas Hudson im 3. Teil des Romans, auf der Jagd nach den Überlebenden einer deutschen U-Boot-Besatzung, zu sich selbst sagen: „Werde bloß jetzt nicht rachsüchtig … sei froh, dass du etwas zu tun hast …“ Und einer von der Kutter-Besatzung sagt zu Thomas Hudson: „Du quälst dich da oben [auf der Brücke des Kutters] zu Tode, weil dein Junge tot ist“. Dies verdeutlicht, dass der Protagonist als einzigen Ausweg für seinen unstillbaren Schmerz, wie schon in Wem die Stunde schlägt, die Verfolgung einer scheinbar gerechten Sache sieht, für die er bereit ist, nunmehr das größte Opfer zu bringen.
Der Tod geliebter Menschen und die tiefe Tragik und folgende innere Zerstörung des Protagonisten stellen zentrale Leitmotive im Werk Hemingways dar, aus denen sich die Kraft seiner Fiktion ableitet und welche die unmittelbare Nähe zum menschlichen Dasein, von der Liebe bis zum Tod, porträtieren. Schon in In einem andern Land lässt Hemingway Frau und Kind des ohnehin durch den Krieg gezeichneten Frederic Henry sterben und diesen gleichsam als zerstörten Charakter zurück. Aber trotz dieses Defätismus versteht es Hemingway wie kein zweiter, den Handelnden aus der Niederlage einen fatalistischen und archaischen Lebenswillen schöpfen zu lassen und sei es nur, um dem Leben an sich gerecht zu werden. Die Tragik wird zur Essenz aber auch zur Selbstverständlichkeit des Lebens und des Schicksals Einzelner.
Inseln im Strom gibt wie kein sonstiges Werk Hemingways einen Einblick in die Gefühlswelt des Autors und seine Liebe zu seinen Frauen und Söhnen. Seine persönliche Tragik besteht darin, dass er zeitlebens nicht in der Lage war, diese Liebe nach außen zu tragen und seine Nächsten oder sein Publikum daran teilhaben zu lassen.

## Literaten
Tom lernte als Kind in Paris James Joyce kennen: „Er war lang und dünn und hatte einen Schnurrbart und einen Bart wie einen Strich das Kinn herunter, und er trug dicke Gläser, und wenn er ging, hielt er den Kopf ganz gerade“. Aus dessen Büchern könne man das richtige Fluchen erlernen. Man müsse den Ulysses lesen. Tom ist stolz darauf, dass er ein Freund von Joyce war. Außer den Ulysses versucht Tom noch, die Werke Gautiers zu verstehen.
An Ezra Pound in Paris erinnert sich Tom auch noch: „Mr. Pound sah einen immer so freundlich an, und immer hatte er Schaum vorm Mund“.

## Deutschsprachige Literatur
Quelle
- Ernest Hemingway: Gesammelte Werke in zehn Bänden. Band 5: Inseln im Strom. Rowohlt, Reinbek bei Hamburg 1977, 394 Seiten, ISBN 3-499-31012-0.

Ausgaben
- Ernest Hemingway: Inseln im Strom. Rowohlt, Reinbek bei Hamburg 1999, ISBN 3-499-22607-3 (= rororo-Taschenbuch 22607).

Deutsche Erstausgabe
- Ernest Hemingway: Inseln im Strom. Roman. Deutsch von Elisabeth Plessen und Ernst Schnabel. Rowohlt, Reinbek bei Hamburg 1971, 440 Seiten, ISBN 3-498-02818-9.

Sekundärliteratur
- Carlos Baker: Ernest Hemingway. Der Schriftsteller und sein Werk. Rowohlt, Reinbek bei Hamburg 1967 DNB 455602115.
- Hans-Peter Rodenberg: Ernest Hemingway. Rowohlt, Reinbek bei Hamburg 1999, ISBN 3-499-50626-2, S. 67–74.